# Campyloctys borneensis
Campyloctys borneensis är en fjärilsart som beskrevs av Walter Karl Johann Roepke 1944. Campyloctys borneensis ingår i släktet Campyloctys och familjen tandspinnare. Inga underarter finns listade i Catalogue of Life.